# Djeco
Djeco er et fransk legetøjsfirma, grundlagt i 1954, som har specialiseret sig i legetøj af træ og hærdet pap. De producerer også puslespil, brætspil, vægklistermærker samt andre dekorationer til børneværelset.
I 2010 modtog Djecos brætspil Woolfy den danske pris Guldbrikken, for bedste børnespil.
Brætspillene Zanimatch, Piou Piou og Bisous Dodo har alle modtaget gode anmeldelser af Thomas Vigild i Politiken. Knap så godt gik det for Hop!Hop!Hop!.

## Fodnoter
1. ↑  "Vinderne af Guldbrikken 2010". Arkiveret fra originalen 20. juni 2011. Hentet 17. maj 2011.
2. ↑  "Zanimatch i Politiken". Arkiveret fra originalen 15. juni 2011. Hentet 17. maj 2011.
3. ↑  "Piou Piou i Politiken". Arkiveret fra originalen 21. maj 2011. Hentet 17. maj 2011.
4. ↑  "Bisous Dodo i Politiken". Arkiveret fra originalen 13. december 2010. Hentet 17. maj 2011.
5. ↑  "Hop!Hop!Hop! i Politiken". Arkiveret fra originalen 22. februar 2011. Hentet 17. maj 2011.